# Засада (фильм, 2007)
«Засада» (англ. Stuck) — фильм-триллер 2007 года режиссёра Стюарта Гордона, основанный на реальных событиях. Премьера состоялась 21 мая 2007 года на фестивале фильмов в Каннах. Название фильма с английского языка можно перевести как «застрявший», что более точно характеризует ситуацию, в которой оказался один из главных действующих персонажей.

## Сюжет
Томас "Том" Бардо (Стивен Ри) переживает нелёгкие времена: владелец жилья требует плату за комнату, но у Тома нет ни денег, ни работы. Служащие местного бюро по трудоустройству попросту потеряли его анкету-заявку. Том оказывается на улице без крыши над головой и без гроша в кармане. Пытаясь переночевать на скамейке в парке он сталкивается с полицейским, который требует чтобы Том немедленно ушёл. Не желая быть арестованным, Том отправляется в церковь, чтобы найти приют там.
Молодая женщина, Брэнди Боски (Мина Сувари) работает в больнице медицинской сестрой. В этот день на работе её ждала приятная новость: начальница сообщила ей, что она — основной кандидат на должность старшей медсестры. Закончив рабочий день, Брэнди с подругой отправляются в ночной клуб, где они употребляют алкоголь и наркотики. По пути домой Брэнди разговаривает за рулём по телефону и, отвлекшись, сбивает человека. Этим человеком оказывается бедняга Том; пробив лобовое стекло головой, Том оказывается застрявшим в стекле. Испугавшись ответственности, Брэнди не останавливается и приезжает с застрявшим Томом к своему дому, где прячет машину в гараж. Том получил серьёзные травмы, у него открытый перелом голени, печень проткнута сломанным «дворником», голова и кисти рук изранены битым стеклом; он потерял много крови, но по-прежнему жив и находится в сознании. Брэнди оставляет его без помощи, отправившись в дом заниматься любовью со своим бойфрендом Рашидом (Расселл Хорнсби).
Утром Брэнди застаёт в гараже еле живого Тома в том же застрявшем положении. Он снова просит её о помощи. Брэнди, после некоторых колебаний, всё же не решается звонить в службу спасения, думая только о себе и о собственной карьере. Она едет на работу на такси, но тяжёлые мысли не дают ей покоя. Попросив свою коллегу подменить её на время отсутствия, Брэнди едет домой к Рашиду, где застаёт его с любовницей. Избив девушку и выкинув её из квартиры, Брэнди просит Рашида о помощи.
В это время израненный и ослабевший Том предпринимает отчаянные попытки спастись самостоятельно. С трудом он дотягивается до забытого в спешке Брэнди мобильного телефона и звонит в 911. Однако, он не может сообщить оператору своего местонахождения, так как сам того не знает, к тому же у телефона садится батарейка. Соседский мальчик слышит стоны Тома, зовёт мать; она собирается сообщить о раненном мужчине в полицию, но её останавливает глава семьи под предлогом того, что они — иммигранты, которым не нужны проблемы с властями.
Рашид и Брэнди приезжают домой. Рашид заходит в гараж и видит своими глазами разбитую и залитую кровью машину, а также Тома, который успел за это время выбраться из автомобиля самостоятельно. Брэнди с помощью шантажа заставляет Рашида, который распространяет наркотики, помочь ей избавиться от улик. Вместе они решают дождаться наступления темноты, чтобы под прикрытием ночи отвезти Тома подальше от дома и бросить. Чтобы Том не смог самостоятельно выбраться из гаража, они связывает его и надевают ему на голову мешок. Позже Рашид предлагает Брэнди застрелить или задушить Тома подушкой, положить тело в багажник и сжечь вместе с машиной. Рашид отправляется в гараж, чтобы прикончить Тома, но тот уже успел освободиться от пут и приготовился бороться за свою жизнь. Услышав щелчок взводимого курка рядом со своей головой, Том набрасывается на Рашида и убивает его шариковой авторучкой, воткнув её в последнему глаз. Том забирается на водительское сиденье и пытается завести машину, чем привлекает внимание Брэнди. Та прибегает в гараж и видит мёртвого Рашида. Том оглушает её внезапным ударом дверцы автомобиля и, опираясь на метлу, выходит на улицу. Однако Брэнди вскоре приходит в себя, догоняет Тома и ударяет его молотком по голове, отобрав у него револьвер Рашида. Затащив Тома обратно в гараж, она обливает тело Рашида, Тома и автомобиль бензином. При этом она рассказывает Тому свой новый план: это Том во всём виноват. Он залез в её гараж с целью угнать её машину. Его пытался остановить Рашид, но Том убил его. Потом Том якобы пытался замести следы своего преступления, устроив в гараже пожар, но и сам сгорел в этом пожаре. Понимая, что девушка вконец обезумела, Том снова забирается на водительское сиденье, заводит мотор и давит на газ, чем накрепко прижимает Брэнди к стене гаража. Том чиркает спичкой, а Брэнди жалобно просит его о помощи. Том решает не мстить и собирается уходить, но тут Брэнди достаёт револьвер и стреляет в Тома. Тот уклоняется от выстрела, но пуля ударяется о капот и вызывает искру, которая поджигает разлитый бензин. Брэнди сгорает в огне заживо, а Том выбирается на улицу. К нему на помощь сбегаются соседи из разных домов, а отец и сын из семьи иммигрантов помогают Тому встать на ноги. Том в последний раз оглядывается на горящий гараж, где ему пришлось поневоле терпеть мучения целые сутки.

## В ролях
| Актёр                | Роль              |
| -------------------- | ----------------- |
| Мина Сувари          | Брэнди Боски      |
| Стивен Ри            | Томас "Том" Бардо |
| Расселл Хорнсби      | Рашид             |
| Ракия Бернард        | Таня              |
| Кэролин Парди-Гордон | миссис Петерсен   |

## Связь с реальными событиями
История, которая легла в основу сценария, произошла 26 октября 2001 года в городе Форт-Уэрт, штат Техас. Двадцатипятилетняя женщина по имени Шант Джоан Маллард в состоянии алкогольного и наркотического опьянения сбила тридцатисемилетнего бездомного мужчину по имени Грэгори Биггс. В результате столкновения с машиной, пешеход оказался застрявшим в лобовом стекле автомобиля. Маллард с места ДТП скрылась и приехала вместе со сбитым ею мужчиной домой, причём несчастный всю дорогу проехал на капоте. Вместо того, чтобы сообщить в службу спасения или хотя бы оказать помощь пострадавшему, а Маллард в прошлом работала медицинской сестрой, она оставила Биггса в гараже, а сама ушла спать. По мнению экспертов, Биггс скончался через несколько часов от потери крови. На следующий день Маллард с двумя сообщниками отнесли труп в ближайший парк, где позднее он и был обнаружен. Через 4 месяца после происшествия Маллард находилась на вечеринке и похвасталась в компании, что убила белого мужчину. Через некоторое время её арестовали и приговорили к 50 годам лишения свободы за убийство человека.